# Бондаренко, Валентин Васильевич
Валенти́н Васи́льевич Бондаре́нко (16 февраля 1937, Харьков, Украинская ССР — 23 марта 1961, Москва) — советский лётчик-истребитель, член первого отряда космонавтов СССР.

## Биография

### Происхождение
Родился в семье начальника цеха Харьковской меховой фабрики, ушедшего с первых дней войны на фронт. Вместе с матерью жил во время немецкой оккупации в Харькове. В старших классах школы занимался в Харьковском аэроклубе. Окончив школу в 1954 году, поступил в Ворошиловградское военно-авиационное училище, ныне не существующее; в 1956 году переведён в Грозненское училище, оттуда — в Армавирское.

### Служба в авиации
Окончил Армавирское военное училище в 1957 году. Проходил службу в авиационных частях ВВС Прибалтийского военного округа. Из аттестационного листа лётчика-истребителя: «Трудолюбив. Летать любит, в полётах не устаёт… Летает смело, грамотно, уверенно». В 1960 году отобран для подготовки к космическому полёту. 28 апреля был зачислен в первый отряд советских космонавтов, в списке четвёртый из 29 человек. С 31 мая проходил подготовку к космическому полёту на корабле «Восток» (в/ч 26266, Москва).

### Гибель
Согласно расписанию тренировок, Валентин Бондаренко заканчивал десятисуточное пребывание в сурдобарокамере в НИИ-7 ВВС (ныне Институт авиационной и космической медицины). Давление воздуха в сурдобарокамере было снижено в полтора раза, а концентрацию кислорода повысили до 40 %. Внутренние размеры барокамеры не подразумевали большого свободного пространства. Среди прочего — внутри находились запасы еды и воды на время всего испытания. Тренировки проходили без выхода из барокамеры, испытуемые и ночевали внутри на неё, раскладывая кресло, на котором с поднятой спинкой сидели днём. Относительно причин, приведших к возгоранию, есть несколько версий. Одна из них описывает произошедшее следующим образом: Валентин снял закреплённые на теле датчики, протёр эти места тампоном, смоченным в спирте, и когда выбрасывал тампон, попал на спираль раскалённой электроплитки. По другой версии, которую озвучил в одном из интервью член отряда космонавтов Борис Волынов — на электропечку попал кончик бинта, использовавшийся для закрепления датчиков кардиографа на теле. Размотав эти бинты, чтобы снять датчики, Валентин решил разогреть себе пищу на плитке. В результате на нём загорелся шерстяной тренировочный костюм. Быстро открыть сурдобарокамеру было невозможно из-за разницы давлений. Бондаренко доставили в Боткинскую больницу, где врачи 8 часов боролись за его жизнь. Бондаренко скончался за 19 дней до первого космического полёта.
Несколько часов в больнице у койки Бондаренко провела группа космонавтов, в том числе Юрий Гагарин.

## Семья
Бондаренко был женат и имел сына Александра. После гибели Бондаренко его жена Анна осталась работать в Центре подготовки космонавтов, сын Александр стал военным лётчиком.
«Мы с мамой после гибели отца прожили в Звёздном ещё несколько лет и уехали к родным в Харьков, — рассказывает Александр Валентинович Бондаренко, сын космонавта. — Думали, там полегче жить. Отдали здесь двухкомнатную квартиру и получили такую же в Харькове. Помогали ли нам? Матери за отца выплачивали около ста рублей в месяц, — пока мне не стукнуло шестнадцать. Больше никто о нас не вспоминал…»
В архиве ВВС имеется выписка из приказа — «Обеспечить семью старшего лейтенанта Бондаренко всем необходимым, как семью космонавта. 15.4.61».

## Награды, звания, память

### Награды
- 17 июня 1961 года указом Президиума Верховного Совета СССР «за успешное выполнение задания правительства» награждён орденом Красной Звезды (посмертно).
- Юбилейная медаль «40 лет Вооружённых Сил СССР» (1958)

### Звания
- Со 2 ноября 1957 года — лейтенант.
- Со 2 декабря 1959 года — старший лейтенант.

### Память

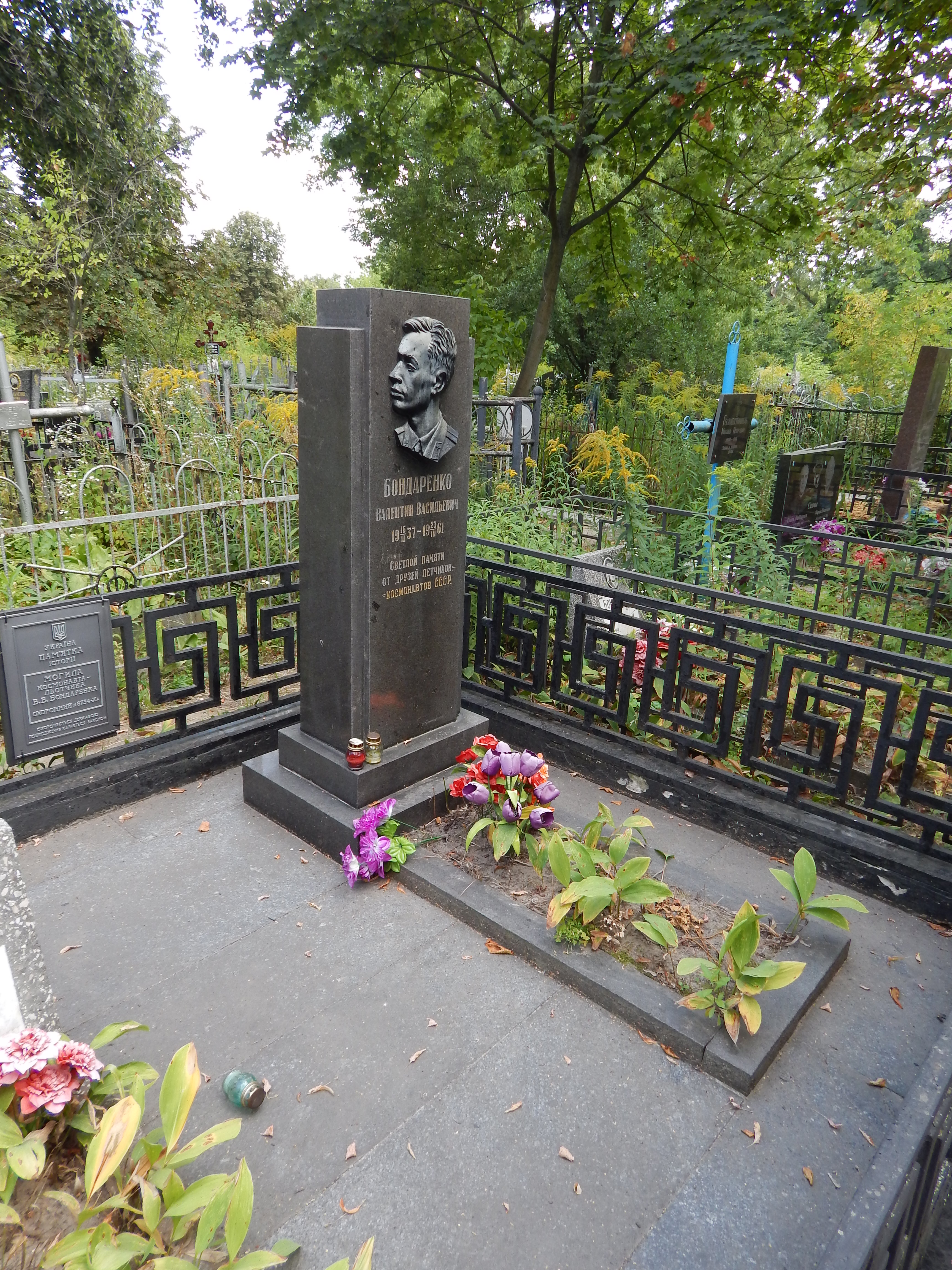
Могила В. В. Бондаренко

Похоронен в Харькове, где жили его родители, на 10-м (Филипповском) городском кладбище. На обелиске высечена надпись: «Светлой памяти от друзей лётчиков.», в 1980-х годах появилась приписка: «-космонавтов СССР.».
В Советском Союзе сведения о гибели В. В. Бондаренко были строго засекречены до 1985 года, о его гибели в советской прессе долгое время не сообщалось. Отвечая на вопросы иностранных журналистов, Юрий Гагарин называл «клеветой» слухи о жертвах в ходе советской космической программы.. Первые сведения о Бондаренко и его гибели появились на Западе только в 1980 году. В Советском Союзе впервые сведения о Бондаренко и его гибели появились в вышедшей в 1985 году книге Марка Галлая «С человеком на борту» и в 1986 году в статье Ярослава Голованова в газете «Известия».
Именем Бондаренко в 1991 году назван один из кратеров на Луне (диаметр кратера 30 км; его координаты: 17,8° северной широты и 136,3° восточной долготы).
Гибель Валентина Бондаренко нашла отражение в драматическом фильме «Бумажный солдат» Алексея Германа-младшего 2008 года. Роль Валентина сыграл Альберт Макаров.
В июле 2013 года его имя присвоено школе № 93 г. Харькова, выпускником которой он был.